# Botkuny
Botkuny (deutsch Buttkuhnen, 1938–1945 Bodenhausen) ist ein Ort in der polnischen Woiwodschaft Ermland-Masuren, der zur Stadt- und Landgemeinde Gołdap (Goldap) im Powiat Gołdapski (Kreis Goldap) gehört.

## Geographische Lage und Verkehrsanbindung
Botkuny liegt im Nordosten der Woiwodschaft Ermland-Masuren, wenige Kilometer südlich der Staatsgrenze zu Russland. Bis zur Kreisstadt Gołdap, die zugleich Amtssitz der gleichnamigen Stadt- und Landgemeinde ist, sind es drei Kilometer in westlicher Richtung.
Durch den Ort verläuft die Woiwodschaftsstraße 651 in östliche Richtung entlang der Rominter Heide (polnisch: Puszcza Romincka). Innerorts enden zwei Nebenstraßen von Górne (Gurnen) bzw. Janowo (Johannisberg). 

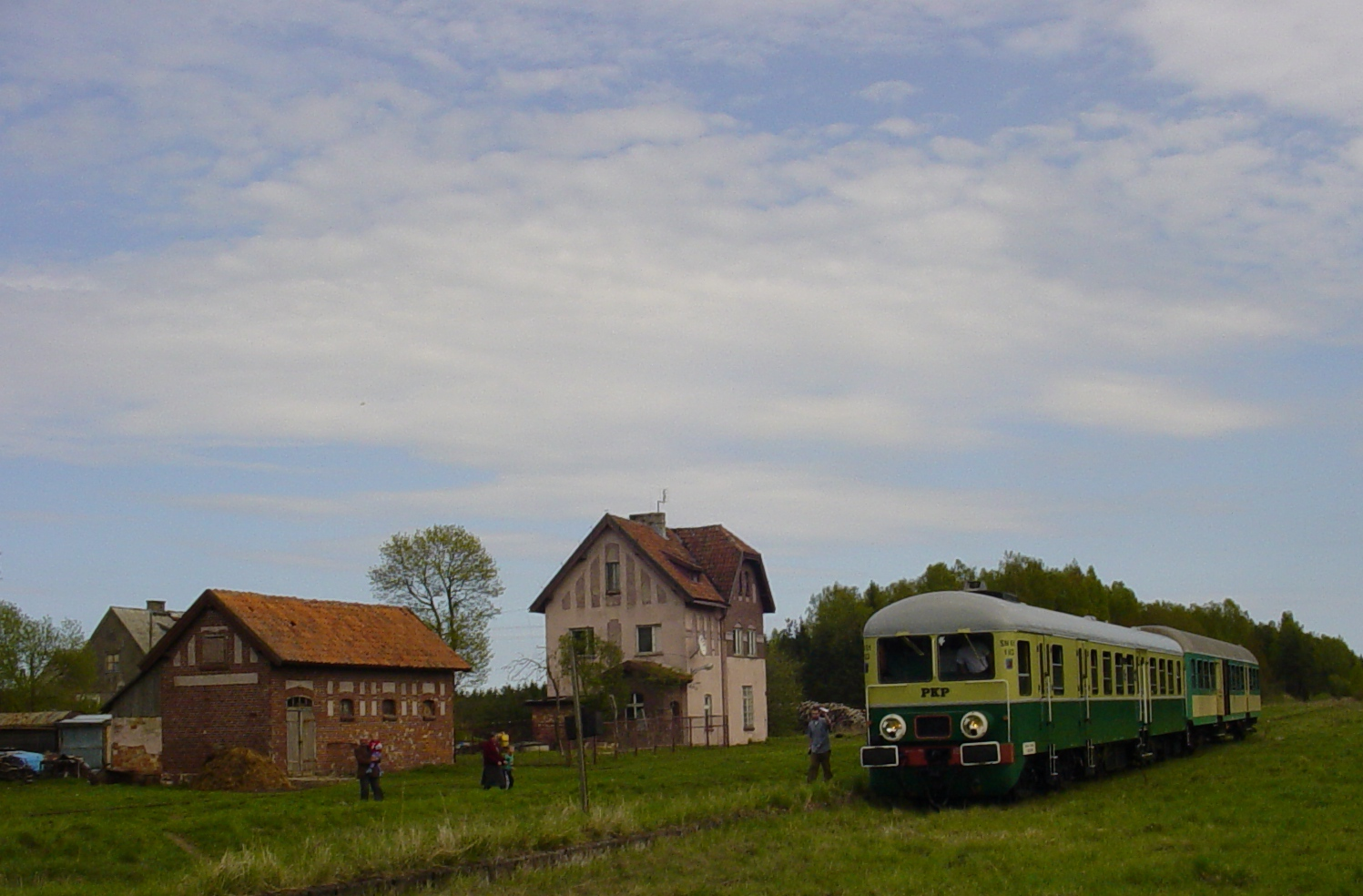
Bahnstrecke Gołdap–Botkuny

Eine Bahnanbindung besteht seit 1999 (Personenverkehr) bzw. 2002 (Güterverkehr) nicht mehr, als die PKP-Bahnlinie 41 von Ełk (Lyck) über Olecko (Treuburg) nach Gołdap außer Betrieb gesetzt wurde. Vor 1945 war der Ort zugleich Bahnstation an der Bahnstrecke von Goldap über Tollmingkehmen (1938–1946 Tollmingen, heute russisch: Tschistyje Prudy) nach Gumbinnen (russisch: Gussew).

## Geschichte
Das einstige Buttkuhnen wurde als eigenständige Landgemeinde im Jahr 1874 in den Amtsbezirk Mühle Goldap eingegliedert, der zum Kreis Goldap im Regierungsbezirk Gumbinnen der preußischen Provinz Ostpreußen gehörte. Zu der Landgemeinde gehörten die Ortsteile Alt Buttkuhnen, Klein Buttkuhnen und Neu Buttkuhnen. Im Jahr 1910 waren in Buttkuhnen 854 Einwohner registriert, von denen die weitaus meisten in Alt Buttkuhnen lebten. Ihre Zahl verringerte sich bis 1933 auf 805 und betrug 1939 wieder 833.
Am 3. Juni 1938 wurde Buttkuhnen in Bodenhausen umbenannt. Am 25. Juli 1939 wurde der Ort Amtsdorf und damit namensgebend für den bisherigen Amtsbezirk Mühle Goldap.
In Folge des Zweiten Weltkriegs wurde Bodenhausen Polen zugeordnet und erhielt den polnischen Namen Botkuny. Von 1975 bis 1998 gehörte Botkuny zur Woiwodschaft Suwałki. Heute ist der Ort ein Schulzenamt (polnisch: sołectwo) im Verbund der Stadt- und Landgemeinde Gołdap im Powiat Gołdapski der Woiwodschaft Ermland-Masuren. 2010 hatte das Dorf 266 Einwohner.

### Amtsbezirk Bodenhausen (1939–1945)
Der Amtsbezirk Bodenhausen bestand von 1939 bis 1945 in Umbenennung des seit 1874 bestehenden Amtsbezirks Mühle Goldap. In den Amtsbezirk waren bis 1945 sechs Gemeinden eingegliedert:
| Name                | Name bis 1938             | Polnischer Name |
| ------------------- | ------------------------- | --------------- |
| Bodenhausen         | Buttkuhnen                | Botkuny         |
| Burgfelde           | Collnischken              | Kolniszki       |
| Heidensee           | Schillinnen               | Szyliny         |
| Hermeshof           | bis 1934 Groß Kummetschen | Kumiecie        |
| Schäferberg (Ostpr) | Klein Kummetschen         | Lumiecie Małe   |
| Spechtsboden        | Schuiken                  | Prochladnoje    |

## Religionen

### Evangelisch
Buttkuhnen bzw. Bodenhausen war vor 1945 in das Kirchspiel der Alten Kirche in Goldap eingepfarrt und gehörte zum Kirchenkreis Goldap in der Kirchenprovinz Ostpreußen der Evangelischen Kirche der Altpreußischen Union. Auch heute gehört Botkuny nach Gołdap, das jetzt eine Filialgemeinde von Suwałki (Suwalken) in der Diözese Masuren der Evangelisch-Augsburgischen Kirche in Polen ist.

### Katholisch
Auch die römisch-katholischen Einwohner von Buttkuhnen/Bodenhausen waren vor 1945 nach Goldap eingepfarrt. Das ist bis heute so geblieben, die Pfarrgemeinde Gołdap ist dem Dekanat Gołdap der Römisch-katholischen Kirche in Polen zugeordnet, zu deren Bistum Ełk sie gehört.